# Powiat Cammin i. Pom.

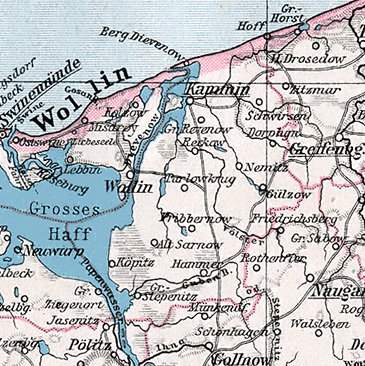
Mapa powiatu z 1905 r.

Powiat Cammin i. Pom., Powiat Cammin in Pommmern (niem. Landkreis Cammin i. Pom., Landkreis Cammin in Pommern, Kreis Cammin i. Pom., Kreis Cammin in Pommern, Kreis Cammin; pol. powiat kamieński) – dawny powiat na terenie kolejno Prus, Cesarstwa Niemieckiego, Republiki Weimarskiej oraz III Rzeszy, istniejący od 1818 do 1945. Należał do rejencji szczecińskiej, w prowincji Pomorze. Teren dawnego powiatu leży obecnie w Polsce, w województwie zachodniopomorskim.
Powiat kamieński jest jednym z najstarszych powiatów w Pomorzu Zachodnim. Jego początki sięgają pierwszej reformy administracyjnej w Prusach z 1815 roku. Wówczas starosta (Landrat) pełnił zarówno funkcje administracyjne, jak i samorządowe. Powiat, z kilkoma przerwami, przetrwał przez ponad 150 lat niemal w niezmienionych granicach aż do dziś.
W 1939 roku powiat zamieszkiwało 45 198 osób, z czego 43 657 ewangelików, 745 katolików, 295 pozostałych chrześcijan i 11 Żydów.
Wiosną 1945 obszar powiatu zdobyły wojska 2 Frontu Białoruskiego Armii Czerwonej. Po odejściu wojsk frontowych, powiat na podstawie uzgodnień jałtańskich został przekazany polskiej administracji. Jeszcze w tym samym roku zmieniono nazwę powiatu na powiat kamieński, nie zmieniając znacząco granic.
1 stycznia 1945 w skład powiatu wchodziło:
- jedno miasto: Cammin in Pommern
- 117 innych gmin
- dwa majątki junkierskie